# Parmenides (dialog)
Parmenides – dialog Platona zaliczany do grupy tzw. dialogów późnych. Poruszana w nim tematyka dotyczy zagadnień zaliczanych do ontologii: teorii idei i jej krytyki oraz wzajemnej relacji pomiędzy jednością i wielością.
Pod względem sposobu prezentacji treści jest to dialog opowiadany, co oznacza, że całość rozmowy jest przedstawiana w formie opowieści o zdarzeniu z przeszłości. Do głównych rozmówców należą młody Sokrates oraz dwaj przedstawiciele tzw. szkoły elejskiej: Parmenides i jego uczeń Zenon.
Czas akcji został określony w samym dialogu. Rozmowa pomiędzy młodym Sokratesem a eleatami miała odbywać się podczas Wielkich Panatenajów. Parmenides miał mieć w tym czasie 65 lat, zaś Zenon niecałe 40.
Pod względem treści dialog można podzielić na dwie główne części. Pierwsza zawiera prezentację pewnej wersji teorii idei przez młodego Sokratesa oraz jej obszerną krytykę ze strony Parmenidesa. W drugiej części Parmenides przeprowadza 8 (lub 9) rozumowań, które dotyczą wzajemnej relacji pomiędzy jednym oraz wielością.
Dialog ten został przetłumaczony na język polski przez Władysława Witwickiego. 

Według Marcina Lutra:
"Najpiękniejszy jest argument przedstawiony przez Platona w Parmenidesie, w którym wywodzi on najpierw jedno i ideę, a następnie odejmuje mu wszystko, aż w końcu nie zostaje nic. Następnie ubiera to samo jedno we wszystkie rzeczy, wskutek czego nie pozostaje nic, w czym by nie było jednego [...]. W ten sposób jedno jest poza wszystkimi rzeczami i zarazem we wszystkich rzeczach, co potwierdza święty Augustyn w pierwszej księdze O religii prawdziwej".